# ميساس دي أيبور
بلدية ميساس دي أيبور (بالإسبانية: Mesas de Ibor)‏، هي بلدية تقع في مقاطعة قصرش والتي تقع في منطقة إكستريمادورا، غرب إسبانيا.
يبلغ عدد سكانها 215 نسمة وفقاً لإحصائية سنة (2002).